# Joanne Mayer
Joanne Mayer, née le 13 mars 1993 à Mulhouse, est une kayakiste française, spécialiste de la Course en ligne. Membre du ASSSports des Cheminots de Mulhouse-Riedishem, elle est entraîné par son père, Sébastien Mayer (en), membre de l'équipe de France de canoë-kayak aux Jeux olympiques d'été de 1992 à Barcelone. Son grand-père, Albert Mayer, a lui participé aux Jeux olympiques d'été de 1968 à Mexico, aussi en canoë-kayak.
Elle a participé aux Jeux olympiques d'été de 2012 à Londres, en K4 500 mètres femmes où elle a fini 8e de la finale avec ses coéquipières Marie Delattre, Sarah Guyot et Gabrielle Tuleu.